# Llandyrnog
Llandyrnog est un village et une communauté du Denbighshire, au pays de Galles.
Il est situé dans l'est du comté, à 5 km à l'est de la ville de Denbigh.

## Démographie
Au recensement de 2011, la communauté de Llandyrnog comptait 1 096 habitants.